# Star Wars: Tales
Star Wars: Tales es una serie de televisión antología animada estadounidense creada por Dave Filoni para el servicio de streaming Disney+. Cada entrega consta de seis cortos que exploran diferentes personajes de la franquicia Star Wars. El primero, Tales of the Jedi, explora a los Jedi de la era de la trilogía de precuelas; el segundo, Tales of the Empire, explora personajes relacionados con el Imperio Galáctico; y el tercero, Tales of the Underworld explora a los cazarrecompensas activos en el submundo criminal durante el reinado del Imperio. La serie está producida por Lucasfilm Animation, con Charles Murray como escritor principal y Filoni como director supervisor.
Filoni comenzó a escribir Tales of the Jedi mientras trabajaba en la serie Star Wars The Mandalorian. Reveló los primeros detalles oficiales sobre la serie en mayo de 2022. Sigue dos "caminos", uno centrado en el personaje Ahsoka Tano (con la voz de Ashley Eckstein) y el otro en el personaje Conde Dooku (con la voz de Corey Burton). Tales of the Jedi se estrenó en Disney+ el 26 de octubre de 2022 y recibió elogios de la crítica, con elogios por su animación, escritura y partitura musical.
La segunda entrega, Tales of the Empire, se anunció en abril de 2023. También se divide en dos arcos, uno que sigue a Morgan Elsbeth (con la voz de Diana Lee Inosanto) y el otro siguiendo a la ex Jedi Barriss Offee (con la voz de Meredith Salenger). Tales of the Empire se estrenó el 4 de mayo de 2024.
Una tercera entrega se anunció en abril de 2025, Star Wars: Tales of the Underworld. Al igual que sus predecesoras, se divide en dos arcos argumentales: uno sobre Asajj Ventress (con la voz de Nika Futterman) y el otro sobre Cad Bane (con la voz de Corey Burton). Tales of the Underworld se estrenó el 4 de mayo de 2025.

## Premisa
Tales of the Jedi cuenta historias cortas que presenta a personajes Jedi de la trilogía de precuelas de Star Wars. Sus seis episodios se dividen en dos "caminos": el primero sigue a Ahsoka Tano a través de varios puntos de su vida, y el otro representa a un joven Conde Dooku antes de su caída al lado oscuro de la Fuerza. La segunda entrega, Tales of the Empire, está ambientada en diferentes épocas de la línea temporal de Star Wars, con un camino siguiendo a una joven Morgan Elsbeth y el otro siguiendo a la ex Jedi Barriss Offee.  La tercera entrega, Tales of the Underworld, está ambientada durante el reinado del Imperio, con una historia siguiendo a Asajj Ventress en la huida con un nuevo aliado, y la otra siguiendo a Cad Bane mientras se enfrenta a un viejo amigo que está al otro lado de la ley.

## Reparto y personajes

### Tales of the Jedi
- Ashley Eckstein como Ahsoka Tano[6]
- Corey Burton como Conde Dooku: un ex Jedi que se desilusionó con la Orden Jedi y cayó al lado oscuro.
- Janina Gavankar como Pav-ti: la madre de Ahsoka Tano
- TC Carson como Mace Windu
- Liam Neeson como Qui-Gon Jinn: el antiguo aprendiz Jedi de Dooku.[7]
  - Micheál Richardson como un joven Qui-Gon Jinn
- Bryce Dallas Howard como Yaddle: miembro femenino de la especie de Yoda y miembro del Consejo Jedi.
- Ian McDiarmid como Darth Sidious: El Señor Oscuro de los Sith que se convirtió en el Maestro Sith del Conde Dooku.
- Matt Lanter como Anakin Skywalker: el maestro Jedi de Ahsoka Tano.
- James Arnold Taylor como Obi-Wan Kenobi: el maestro Jedi de Anakin Skywalker.
- Phil LaMarr como Bail Organa: Senador de Alderaan.
- Dee Bradley Baker como el Capitán Rex, Jesse y los soldados clon.[8]
- Clancy Brown como el Inquisidor.

Los personajes Yoda, Plo Koon, Tera Sinube, Saesee Tiin, Caleb Dume, Depa Billaba y Mon Mothma aparecen en cameos sin diálogo.

### Tales of the Empire
- Diana Lee Inosanto como Morgan Elsbeth: Una bruja de Dathomir proveniente de las Hermanas de la Noche y posterior Magistrada Imperial en Corvus. También da voz a Selena, una joven integrante del Clan de la Montaña.
  - Cathy Ang interpreta a una joven Morgan en "The Path of Fear".
- Meredith Salenger como Barris Offee: Una ex-padawan jedi en prisión por atacar el Templo Jedi de Coruscant.
- Rya Kihlstedt como Lyn Rakish / Cuarta Hermana: Una Inquisidora
- Wing T. Chao. como el Gobernador Wing: Un habitante de Corvus en desacuerdo con Elsbeth
- Lars Mikkelsen como el Almirante Thrawn: Un oficial Imperial Chiss conocido por su inteligencia táctica.
- Jason Isaacs como el Gran Inquisidor: El líder de los Inquisidores, usuarios del Lado Oscuro destinados a cazar Jedis sobrevivientes de la Orden 66.
- Matthew Wood como el General Grievous
- Xander Berkeley como Gilad Pellaeon: Un oficial Imperial que se desempeña como mano derecha de Thrawn.
- Warwick Davis como Rukh: Un asesino noghri al servicio de Thrawn.
- Shelby Young como Nadura: Una habitante de Corvus y embajadora de la Nueva República.
- Katee Sackhoff como Bo-Katan Kryze: Una guerrera mandaloriana.

## Episodios
| Temporada | Temporada | Título                  | Episodios | Episodios | Emisión original      | Emisión original      |
| --------- | --------- | ----------------------- | --------- | --------- | --------------------- | --------------------- |
|           | 1         | Tales of the Jedi       | 6         | 6         | 26 de octubre de 2022 | 26 de octubre de 2022 |
|           | 2         | Tales of the Empire     | 6         | 6         | 4 de mayo de 2024     | 4 de mayo de 2024     |
|           | 3         | Tales of the Underworld | 6         | 6         | 4 de mayo de 2025     | 4 de mayo de 2025     |

### Tales of the Jedi(2022)
| N.º en serie | N.º en temp. | Título                   | Dirigido por         | Escrito por                    | Fecha de lanzamiento original |
| --- | ------------ | ------------------------ | -------------------- | ------------------------------ | ----------------------------- |
| 1 | 1            | «Life and Death»         | Nathaniel Villanueva | Dave Filoni                    | 26 de octubre de 2022         |
| Un año después de su nacimiento, la bebe Ahsoka Tano es llevada a su primer viaje de caza con su madre, Pav-ti. Ambas son sorprendidas por un animal depredador que secuestra a Ahsoka. Después de que Ahsoka somete al animal y hace que la devuelva a la aldea, la anciana de la aldea se da cuenta de que la niña es una Jedi. |              |                          |                      |                                |                               |
| 2 | 2            | «Justice»                | Saul Ruiz            | Dave Filoni                    | 26 de octubre de 2022         |
| El maestro Jedi Dooku y su padawan Qui-Gon Jinn son enviados a un planeta para recuperar al hijo secuestrado de un senador. Descubren que sus habitantes sufren de hambruna y que el senador ha abusado de su poder, lo que llevó al secuestro como medida de presión. Mientras el senador ataca y amenaza con hacer un ejemplo a todos los involucrados, Dooku usa la Fuerza para estrangularlo para intervenir, pero su padawan lo detiene antes de que mate al senador. |              |                          |                      |                                |                               |
| 3 | 3            | «Choices»                | Charles Murray       | Charles Murray and Élan Murray | 26 de octubre de 2022         |
| Los Maestros Jedi Conde Dooku y Mace Windu investigan la misteriosa muerte de uno de los suyos. Resulta que la guardia del senador mató a la Jedi en un intento fallido de obligar al senador corrupto a incluirlos en su complot. Después de que los atacantes son sometidos, Dooku es pasado por alto como miembro del Alto Consejo a favor de Windu, ya que el consejo no aprueba sus métodos agresivos.                                                                |              |                          |                      |                                |                               |
| 4 | 4            | «The Lord Sith»          | Saul Ruiz            | Dave Filoni                    | 26 de octubre de 2022         |
| Después de que Qui-Gon informara al Alto Consejo de su encuentro con Darth Maul en Tatooine, Dooku le advierte que el Consejo no lo tomará en serio. Después de la muerte de Qui-Gon, la maestra Yaddle descubre que Dooku ha estado colaborando con otro Lord Sith, Darth Sidious. Enfrentándose a ellos, Yaddle es asesinada por Dooku. Nota: El episodio se desarrolla al mismo tiempo que los eventos de Star Wars: Episodio I - La amenaza fantasma.                  |              |                          |                      |                                |                               |
| 5 | 5            | «Practice Makes Perfect» | Saul Ruiz            | Dave Filoni                    | 26 de octubre de 2022         |
| Decepcionado con una simulación de batalla que tiene que cumplir, Anakin Skywalker idea un riguroso ejercicio para su Padawan Ahsoka, donde tiene que vencer a un grupo de clones. Gracias a la práctica del ejercicio durante años, Ahsoka es capaz de sobrevivir durante la Orden 66. |              |                          |                      |                                |                               |
| 6 | 6            | «Resolve»                | Saul Ruiz            | Dave Filoni                    | 26 de octubre de 2022         |
| Después de la muerte de Padmé Amidala y la caída de la República, Ahsoka se esconde y se convierte en granjera. Después de que un granjero al que ella salva se da cuenta de su verdadera identidad, el pueblo es masacrado por un Inquisidor. Ashoka mata al inquisidor y, por consejo del senador Organa, se une a la Rebelión. Nota: El episodio adapta libremente los eventos de Star Wars: Ahsoka, libro de E.K. Johnston de 2016.                                    |              |                          |                      |                                |                               |

### Tales of the Empire(2024)
| N.º en serie | N.º en temp. | Título                                    | Dirigido por         | Escrito por                                       | Fecha de lanzamiento original |
| --- | ------------ | ----------------------------------------- | -------------------- | ------------------------------------------------- | ----------------------------- |
| 7 | 1            | «The Path of Fear» «El camino del miedo»  | Nathaniel Villanueva | Historia: Dave Filoni Guión: Amanda Rose Muñoz    | 4 de mayo de 2024             |
| Durante la Guerra de los Clones, el General Grievous y el ejército de droides separatistas masacran a las Hermanas de la Noche de Dathomir, incluida la madre de una joven Morgan Elsbeth. Después de su rescate por parte del Clan de la Montaña, Elsbeth, en contra de los deseos de la líder de la tribu, recluta a tres jóvenes miembros de la tribu para ayudarla a recuperar el armamento de las Hermanas, pero son atacadas por droides de batalla y la hija del líder muere; esto obliga a la líder a intervenir y eliminar a los droides. Posteriormente, la tribu repudia a Elsbeth.   |              |                                           |                      |                                                   |                               |
| 8 | 2            | «The Path of Anger» «El camino de la ira» | Steward Lee          | Historia: Dave Filoni Guión: Amanda Rose Muñoz    | 4 de mayo de 2024             |
| Elsbeth, que ahora se desempeña como magistrada del planeta Corvus, presenta planes para su programa "TIE Defender", que son rechazados por Moff Isdain pero ganan el interés del Capitán Pellaeon. Al regresar a Corvus, los habitantes del planeta le dan la espalda a Elsbeth por no cumplir sus promesas. Después de derrotar a un asesino imperial llamado Ruhk, Elsbeth se encuentra con el almirante Thrawn, quien le revela que el ataque de Ruhk fue una prueba de sus habilidades. Thrawn acepta el proyecto de Elsbeth y presta una parte de su flota para ayudar en sus operaciones. |              |                                           |                      |                                                   |                               |
| 9 | 3            | «The Path of Hate» «El camino del odio»   | Nathaniel Villanueva | Historia: Dave Filoni Guión: Amanda Rose Muñoz    | 4 de mayo de 2024             |
| En Corvus, algún tiempo después de la caída del Imperio, la embajadora de la Nueva República, Nadura, exige que Elsbeth renuncie a su puesto como magistrada y permita que el planeta se convierta en miembro de la Nueva República. En respuesta, Elsbeth mata a los guardias de Nadura, la hiere mortalmente y comienza a quemar los bosques de Corvus. Sin embargo, antes de morir, Nadura envía una señal de socorro a Bo-Katan Kryze. |              |                                           |                      |                                                   |                               |
| 10 | 4            | «Devoted» «Devota»                        | Saul Ruiz            | Historia: Dave Filoni Guión: Nicolas Anasatassiou | 4 de mayo de 2024             |
| Siguiendo la Orden 66 y la reorganización de la República Galáctica en el Imperio, la ex Jedi Barriss Offee, que cumple cadena perpetua después de volverse contra la Orden Jedi y atacar el Templo Jedi, es llevada a la Fortaleza inquisitoria en construcción para ser entrenada por el Gran Inquisidor. Después de matar a un compañero recluta en un duelo, Barriss es bienvenida como Inquisidora y le presentan a su nuevo maestro, el señor Sith Darth Vader. |              |                                           |                      |                                                   |                               |
| 11 | 5            | «Realization» «Comprensión»               | Steward Lee          | Historia: Dave Filoni Guión: Matt Michnovetz      | 4 de mayo de 2024             |
| Barriss y la Cuarta Hermana, otra Inquisidora, son enviadas a buscar a un Jedi que se esconde. Interrogan a algunos aldeanos y descubren que el Jedi está en una montaña cercana. Barriss se desilusiona del Imperio cuando la Cuarta Hermana asesina a los aldeanos y luego mata al Jedi después de que Barriss lo convence de rendirse. Barriss usa la Fuerza para empujar a la Cuarta Hermana fuera de la montaña y luego ayuda al Jedi herido. |              |                                           |                      |                                                   |                               |
| 12 | 6            | «The Way Out» «La salida»                 | Nathaniel Villanueva | Historia: Dave Filoni Guión: Matt Michnovetz      | 4 de mayo de 2024             |
| Años después de dejar a los Inquisidores, Barriss es sanadora y maestra. La visita una familia que intenta proteger a su hijo sensible a la Fuerza de la Cuarta Hermana, que los sigue. Barriss atrapa a la Cuarta Hermana en un laberinto mientras la familia escapa e intenta convencerla de que se vuelva hacia el lado luminoso de la Fuerza. Cuando accidentalmente apuñala a Barriss con un sable de luz, la Cuarta Hermana se arrepiente y decide llevar a Barriss a un lugar seguro |              |                                           |                      |                                                   |                               |

### Tales of the Underworld(2025)
| N.º en serie | N.º en temp. | Título                                           | Dirigido por         | Escrito por                                  | Fecha de lanzamiento original |
| ------------ | ------------ | ------------------------------------------------ | -------------------- | -------------------------------------------- | ----------------------------- |
| 13           | 1            | «A Way Forward» «Un camino al frente»            | Saul Ruiz            | Historia: Dave Filoni Guión: Matt Michnovetz | 4 de mayo de 2025             |
| 14           | 2            | «Friends» «Amigos»                               | Steward Lee          | Historia: Dave Filoni Guión: Matt Michnovetz | 4 de mayo de 2025             |
| 15           | 3            | «One Warrior to Another» «De un guerrero a otro» | Nathaniel Villanueva | Historia: Dave Filoni Guión: Matt Michnovetz | 4 de mayo de 2025             |
| 16           | 4            | «The Good Life» «La buena vida»                  | Saul Ruiz            | Historia: Dave Filoni Guión: Matt Michnovetz | 4 de mayo de 2025             |
| 17           | 5            | «A Good Turn» «Un buen cambio»                   | Steward Lee          | Historia: Dave Filoni Guión: Matt Michnovetz | 4 de mayo de 2025             |
| 18           | 6            | «One Good Deed» «Una buena acción»               | Nathaniel Villanueva | Historia: Dave Filoni Guión: Matt Michnovetz | 4 de mayo de 2025             |

## Producción

### Desarrollo
Mientras viajaba para trabajar en la serie The Mandalorian de Star Wars, Dave Filoni comenzó a escribir historias cortas sobre diferentes personajes Jedi de la trilogía de precuelas de la franquicia. Carrie Beck, vicepresidenta sénior de desarrollo y producción de Lucasfilm, preguntó si Filoni quería convertirlos en una serie, a lo que comparó con "encontrar el dinero" para revivir su serie animada Star Wars: The Clone Wars en el servicio de transmisión Disney+. En diciembre de 2021, el logotipo de Tales of the Jedi se incluyó en los regalos navideños para los empleados de Lucasfilm junto con los logotipos de los próximos proyectos de cine y televisión en el estudio. Este también era el nombre de una serie de cómics no relacionada publicada por Dark Horse Comics en la década de 1990. Lucasfilm confirmó el proyecto en abril de 2022 cuando la compañía anunció el calendario de Star Wars Celebration, con Filoni listo para discutir la serie de antología animada en un panel dedicado. Este se llevó a cabo a fines de mayo y reveló que la serie consta de seis episodios, cinco de los cuales están escritos por Filoni y el otro por el escritor de The Clone Wars Charles Murray junto con Élan Murray. Cada episodio tiene una duración aproximada de 15 minutos. Filoni también se desempeña como creador, director supervisor y productor ejecutivo, con Athena Yvette Portillo y Beck también como productores ejecutivos. 
En abril de 2023, durante Star Wars Celebration, Filoni anunció que la serie tendrá una segunda temporada.Tales of the Empire , o Star Wars: Tales of the Empire, se anunció un año después.  Lucasfilm la describió como la segunda entrega de la franquicia Tales.  Tales of the Underworld, o Star Wars: Tales of the Underworld, se reveló en abril de 2025. Lucasfilm se refirió a ella como «la tercera entrega de la serie antológica Tales» y una «tercera temporada de cortos originales» después de Tales of the Jedi y Tales of the Empire.

### Escritura
Filoni describió la serie como una exploración de "dos caminos y dos opciones", una siguiendo al personaje Ahsoka Tano y la otra centrándose en el Conde Dooku. Cada personaje se explora en tres épocas diferentes de sus vidas. Al comparar la serie con The Clone Wars, Filoni notó que Tales of the Jedi tenía un ritmo más lento y era como "una serie de poemas sinfónicos" con menos diálogo y más narraciones visuales. Esto se inspiró en las obras de Hayao Miyazaki, así como en el mentor de Filoni, el creador de Star Wars, George Lucas. La primera idea de Filoni para la serie fue mostrar cómo Ahsoka fue llevada a la Orden Jedi por Plo Koon, pero cambió esto a una historia sobre el primer viaje de caza de Ahsoka con su madre porque no había muchas historias sobre "mamás siendo mamás" en Star Wars. Sintió que era importante que "la primera experiencia de Ahsoka con alguien que le dice: 'No tengas miedo', es su madre". Más allá del primer episodio, que tiene un final feliz y presenta a la "adorable bebé Ahsoka",  Filoni advirtió que "estas no son solo historias divertidas y felices. A veces se pone duro". En particular, sintió que la vida de Dooku fue "sorprendentemente trágica" y atribuyó algunos de los episodios más oscuros de la serie a que se escribieron durante la pandemia de COVID-19. Un aspecto de Dooku que Filoni quería explorar era la relación con su alumno padawan, Qui-Gon Jinn, a quien Filoni describió como "uno de los mejores y, en cierto modo, más interesantes Jedi, debido a su filosofía, que es diferente de el Consejo Jedi. ¿Y dónde aprendió eso, sino de su mentor, el Conde Dooku?" 
El episodio final de Tales of the Jedi, titulado "Resolve", adapta libremente los eventos de la novela Ahsoka de EK Johnston (2016). Filoni explicó que basó "Resolve" en el mismo esquema que había proporcionado a Lucasfilm para su publicación, razón por la cual ambas obras cuentan la misma historia.  Ashley Eckstein, la actriz que presta su voz a Ahsoka, afirmó que la novela no se había mencionado durante la producción de "Resolve" y que nunca le preguntó a Filoni qué relación tenía el episodio con la novela. Consideró el episodio como "una extensión de la novela" y el comienzo de "ese capítulo" en la vida de Ahsoka. 
Matt Michnovetz fue el escritor de Tales of the Underworld.

### Casting
Con el anuncio de la serie en mayo de 2022, se reveló que Liam Neeson volvería a interpretar su papel de Qui-Gon Jinn, mientras que su hijo Micheál Richardson expresaría una versión más joven del personaje.  Matt Lanter repite su papel como Anakin Skywalker de The Clone Wars,  mientras que Janina Gavankar fue elegida como la madre de Ahsoka Tano, Pav-ti. En julio de 2022, Ashley Eckstein reveló que volvería a interpretar su papel de Ahsoka Tano.Un día antes del lanzamiento de la serie, Bryce Dallas Howard reveló que le daría voz a Yaddle;  Filoni se acercó a Howard, quien es fanática de los proyectos animados de Star Wars, para darle voz al personaje después de su experiencia trabajando juntos en The Mandalorian.  El elenco adicional de Tales of the Jedi incluye a Corey Burton como el Conde Dooku; TC Carson como Mace Windu; Ian McDiarmid como Darth Sidious; James Arnold Taylor como Obi-Wan Kenobi; Phil LaMarr como Bail Organa;  Dee Bradley Baker como el Capitán Rex, Jesse y los soldados clon;  y Clancy Brown como un inquisidor . 
Cuando se publicaron los detalles de Tales of the Empire, se reveló que varios actores retomarían sus papeles de medios anteriores de Star Wars: Diana Lee Inosanto como Morgan Elsbeth, Meredith Salenger como Barriss Offee, Rya Kihlstedt como la Cuarta Hermana, Wing T. Chao como el Gobernador Wing, Lars Mikkelsen como el Almirante Thrawn, Jason Isaacs como el Gran Inquisidor y Matthew Wood como el General Grievous.  También aparecen los personajes Darth Vader,  Marrok,  y el Inquisidor anónimo de Tales of the Jedi.
Para Tales of the Underworld, Nika Futterman y Corey Burton repiten sus respectivos papeles como Asajj Ventress y Cad Bane. Entre los actores de voz adicionales se encuentran Artt Butler, Lane Factor, AJ LoCascio, Clare Grant, Dawn-Lyen Gardner y Eric Lopez. El personaje de Latts Razzi, de The Clone Wars, aparece.

### Animación
La serie utiliza el mismo estilo de animación que The Clone Wars, con Murray, Nathaniel Villanueva y Saul Ruiz como directores; Villanueva también ha trabajado anteriormente en otros proyectos animados de Star Wars.

### Música
Kevin Kiner compuso música para la serie, después de hacerlo previamente para The Clone Wars, Rebels y The Bad Batch. La música adicional para la serie está compuesta por sus hijos Sean y Deana Kiner y David Glen Russell.  Walt Disney Records lanzó la banda sonora de Tales of the Jedi digitalmente el 26 de octubre de 2022, junto con el estreno de la serie en Disney+.  Sean y Deana Kiner se convirtieron en cocompositores de Tales of the Empire. 

## Marketing
Filoni reveló los primeros detalles sobre la serie en un panel de Star Wars Celebration en mayo de 2022, donde se mostró un adelanto y se proyectó el primer episodio completo. 

## Emisión
Tales of the Jedi se estrenó en Disney+ el 26 de octubre de 2022, con sus seis episodios. Los carteles de arte clave lanzados para cada entrega presentan a un grupo de personajes frente a un símbolo relevante: para Tales of the Jedi, el símbolo de la Orden Jedi; para Tales of the Empire, el símbolo imperial de la "rueda dentada"; y para Tales of the Underworld, el símbolo de la moneda de crédito. 

## Recepción

### Respuesta Crítica
En el sitio web del agregador de reseñas Rotten Tomatoes, el 100% de las reseñas de 13 críticos son positivas, con una calificación promedio de 8.40/10.
Brian Young de /Film afirmó: "Estos episodios están llenos de patetismo y conexiones interesantes con la tradición más amplia de 'Star Wars'. La calidad del trabajo de los escritores, de Lucasfilm Animation y la música de Kevin Kiner nunca ha sido mejor. Mi esperanza es que estos mini-episodios sean lo suficientemente populares como para convertir a más Jedi en el centro de atención para más historias". Jamie Lovett de ComicBook.com le dio a la serie una calificación de 4 sobre 5 y dijo: "Estos seis Tales of the Jedi son hermosos, conmovedores y engañosamente estratificados por su brevedad, mientras contienen algunas sorpresas y momentos asombrosos en el camino". Lucasfilm Animation logró exprimir mucha magia de Star Wars en estos cortos, y los espectadores solo se sentirán decepcionados de que no haya más de ellos". Kevin Fox, Jr. de Paste le dio a la serie una calificación de 8.2 sobre 10 y afirmó: "El resultado general, supervisado por Dave Filoni, es sorprendente y sólido. Tales of the Jedi tiene éxito al decir exactamente lo que significa y luego hacer su salida, seguro que tendrá a los espectadores listos para más. Ya sea que se trate en última instancia de una temporada única o del comienzo de algo más grande, vale la pena que los fanáticos de Star Wars se tomen el tiempo de echarle un vistazo".
Para Tales of the Empire, Rotten Tomatoes reportó un índice de aprobación del 88%, con una calificación promedio de 7.6/10, basada en 24 reseñas. El consenso de la crítica del sitio web dice: «Star Wars se adentra en el Lado Oscuro con esta serie animada tan completa y contundente, que genera la emoción justa para que los fans vibren con sus espadas láser».  En Metacritic, Tales of the Empire tiene una puntuación de 76 sobre 100, basada en cinco reseñas, lo que indica «críticas generalmente favorables».